# ماريا كريستينا سترومبرغ
ماريا كريستينا سترومبرغ (بالسويدية: Marie Christine Strömberg)‏ هي ممثلة سويدية، ولدت في 1777، وتوفيت في 17 سبتمبر 1853.